# کیر
کیر واژه‌ای در زبان فارسی برای اشاره به (آلت مردی) است که به‌مرور کاربردهای دیگری نیز یافته‌است. در برخی فرهنگ‌های لغت، این واژه با وصف «مستهجن» یا «زننده» یا «زشت و مخالف ادب عمومی» توصیف شده‌است.

## برخی اصطلاحات
- کیرِ خر: نادان، ابله[۲]
- به کیرِ گاو زدن: حرام کردن،[۲] در پخش مالی یا چیزی اسراف کردن
- خرکیر: کسی که آلتی بزرگ دارد.